# 伯家神道
伯家神道（はっけしんとう）は、花山天皇の子孫で神祇伯を世襲した白川家によって受け継がれた神道の一流派である。白川神道（しらかわしんとう）とも呼ばれる。

## 前史
律令制のもとで、神祇官の長官である神祇伯には、当初は大中臣氏が任ぜられ、後に藤原氏や源氏など他の氏族も任じられるようになった。花山天皇の皇子清仁親王の王子延信王は万寿2年（1025年）に源姓を賜り臣籍降下すると、永承元年（1046年）に神祇伯に任ぜられた。神祇伯は延信王の後、その子康資王、三条天皇の皇曾孫敦輔王、大中臣親定、村上源氏の源顕房の子顕仲、顕仲の甥顕重と補任された。康資王の孫の顕広王が永万元年（1165年）に神祇伯に任ぜられて以降、その子孫によって神祇伯は世襲されるようになり、後にこの家系は「白川家」や「伯家」、「白川伯王家」と呼ばれるようになった。
室町時代後期になると、吉田兼倶が吉田神道（唯一神道）を創始し神祇管領長上を称した。兼倶を輩出した吉田家は神祇官の次官である神祇大副を世襲していた家系だが、白川家の当主の忠富王は兼倶の指導を受けていた

## 江戸時代
吉田家がその神道説を整理して教義を確立した一方で、白川家は鎌倉時代後期に一族に『日本書紀』を研究した者がいたものの、教義によって信仰を説くことはせず古来より朝廷に伝わる祭祀の作法を口伝により受け継いでいた。
寛文5年（1665年）に発布された諸社禰宜神主法度ではその第三条にて無位の社人が白張以外の装束を着用する際には吉田家の裁許状を要する旨が規定され、これにより吉田家の支配下に入る神職が激増した。
このような状況で白川家の当主の雅喬王は延宝8年（1680年）に家伝を整理し『家説略記』を著している。雅喬王はまた、白川家が皇室や摂関家に祭祀の作法を伝授してきたことを主張し吉田家との違いを鮮明にすることに努めた。
雅喬王の子雅光王の代になると臼井雅胤が学頭に迎えられ雅胤は伯家神道の教義の確立に努めた。雅光王の2代後の雅富王は宝暦4年（1754年）に『家説略記』を改訂して『伯家部類』を著した。宝暦12年（1762年）には学頭の森昌胤が『神道通国弁義』を著した。
その後、白川家は国学者の平田篤胤の協力を得て文化13年（1816年）に『神祇伯家学則』を編纂し、その中で神道はいずれの国においても大道であり、いつの時代にも変わることのない綱紀であると主張している。篤胤は天保11年（1840年）に学頭に迎えられた。
なお、俗に最後の学頭とされる高浜清七郎は白川家門人帳などの記録には学頭になった記載はなく、事実ではない。白川家門人帳に記載される正式な最後の学頭は平田銕胤である。
なお、教派神道のうち禊教は天保9年（1838年）に、金光教は元治元年（1864年）にそれぞれ白川家から神拝式許状を受けている。

## 明治時代以降
明治維新を迎えると神祇制度にも変革が加えられた。白川家の当主の資訓王は明治元年（1868年）に王号を返上し明治2年（1869年）には正式に復興した神祇官の次官である神祇大副に就任した。同年、白川家で奉斎されていた八神殿の霊代が神祇官の神殿に移された。
明治4年（1871年）、神祇官は神祇省に降格され、明治5年（1872年）には教部省に改められ皇室祭祀は宮内省式部寮に引き継がれた。神祇官の神殿の祭神は賢所へ遷座し歴代天皇および皇族の霊は皇霊殿に天神地祇は神殿に祭られた。
八神殿の霊代は宮中に移されたものの儲君への禊を行う祝部殿は白川家に残された。祝部殿は資訓の子で子爵の資長の東京移住に伴い東京へ移転している。
資長には実子がなく、伯爵上野正雄の子久雄を養子に迎えたものの、後にこの養子縁組は解消され、昭和34年（1959年）には資長の死去により伯家神道の正統たる白川家が断絶した。